# Hypericum foliosum
Hypericum foliosum é uma espécie de planta endémica das ilhas dos Açores, onde surge em todas as ilhas e é conhecida pelo nomes populares de furada e malfurada. É uma espécie botânica pertencente à família Hypericaceae.